# Xanthochroa
Xanthochroa — род жуков-узкокрылок.

## Распространение
В России встречаются 6 видов.

## Описание
Жуки средних размеров, в длину достигающих от 6 до 20 мм. Тело удлинённое, слабовыпуклое, окраска варьируется от жёлтой до тёмной. Надкрылья часто имеют металлический окрас. Последний членик челюстных щупиков средне расширен, обычно не резко топоровидный. Глаза большие, более или менее сильно выемчатые. Переднеспинка умеренно сердцевидная. Коготки простые. Каждое из надкрылий обычно с 3-4 жилками.

## Экология
Преимагональные стадии развиваются в мёртвой древесине, чаще хвойных.

## Систематика
В роде различают два подрода:
- Patiala — передние голени на вершине наружного края без зубцевидного выроста. Членики усиков самцов обычного строения.[1]
- Xanthochroa — передние голени на вершине наружного края с зубцевидным наростом. Усики самцов с длинным первым члеником и короткими с 7 по 12 членик.[1]

### Перечень видов
В состав рода входят:
- Xanthochroa asahinai Nakane, 1958
- Xanthochroa atripennis Pic, 1934
- Xanthochroa atriceps (Lewis, 1895) (= Nacerdes atriceps)
- Xanthochroa barbara Peyerimhoff, 1918
- Xanthochroa brachyptera Švihla, 1980
- Xanthochroa californica Horn, 1874
- Xanthochroa carniolica Gistl, 1832
- Xanthochroa centralis Horn, 1896
- Xanthochroa gracilis W. Schmidt, 1846
- Xanthochroa hesperica Magistretti, 1941
- Xanthochroa hilleri Harold, 1878
- Xanthochroa himalaica Blair, 1930
- Xanthochroa marina Horn, 1896
- Xanthochroa notaticollis Pic, 1936
- Xanthochroa raymondi Mulsant & Godart, 1860
- Xanthochroa sumatrensis Blair, 1919
- Xanthochroa testacea Horn, 1896
- Xanthochroa trinotata LeConte, 1866
- Xanthochroa umenoi Kono, 1937
- Xanthochroa violaceonotata Pic, 1922
- Xanthochroa waterhousii Harold, 1875
- Xanthochroa wadai (Nakane, 1954) (= Nacerdes wadai)